# 居伊·拉孔布
居伊·拉孔布（法語：Guy Lacombe，1955年6月12日—），法国男子足球运动员，司职前锋。他曾代表法国国家队参加1984年夏季奥林匹克运动会足球比赛，获得一枚金牌。